# カプセル・スープ
『カプセル・スープ』は、日本のロックバンドであるTHE MAD CAPSULE MARKET'Sのミニ・アルバム。
1992年7月22日にビクター音楽産業のInvitationレーベルからリリースされた。前作『P・O・P』（1991年）よりおよそ8か月振りにリリースされた作品であり、作詞および作曲はKYONOとCRA￥（上田剛士）が担当、プロデュースはTHE MAD CAPSULE MARKET'S名義となっている。
前作リリース後からレコード会社と衝突するようになり、ディレクターが途中降板したために本作はディレクター不在の状態でレコーディングが行われた。パンク・ロック色の強かった前作と比較して本作は様々な音楽性に挑戦しているアルバムとなっており、ヨハン・ゼバスティアン・バッハの楽曲「フーガ BWV578」（1703年）のカバーの他にテクノやインダストリアル調のアレンジ、全編に亘りアコースティック・ギターが導入されている楽曲などが収録されている。
アルバムのジャケットに記載される正式タイトルはカタカナで『カプセル・スープ』表記だが、レコード会社の公式サイトなど媒体によっては『CAPSULE SOUP』と英語で表記される場合もある。本作はオリコンアルバムチャートにおいて最高位第77位となった。

## 背景
メジャー・デビュー・アルバム『P・O・P』（1991年）をリリースしたTHE MAD CAPSULE MARKET'Sは、同作を受けたコンサートツアー「P・O・P TOUR」をアルバムリリース前の同年8月29日の新宿ロフト公演を皮切りに、12月27日の横浜 7th AVENUE公演まで16都市全18公演を実施した。1992年に入り、3月21日にリリースされたオムニバス・アルバム『DANCE 2 NOISE 002』においてTHE MAD CAPSULE MARKET'Sの楽曲「JAPANESE SIGHT」が収録された。同曲についてボーカル担当のKYONOは「俺らなりのタイトル・イメージで作ろうかと、アッという間だったね」と述べ、ギター担当のIshigaki.は「丁度その頃、サンプラーとかが気になり出した頃で使ってやってみようかと」と述べている。その後のライブ活動としてTHE MAD CAPSULE MARKET'Sは、1992年3月27日にクラブチッタ川崎にて開催されたイングランドのハードコア・パンクバンドであるG.B.H.の来日公演に参加した。

## 録音、音楽性
前作『P・O・P』リリース後からメーカーと衝突する事が多くなり、その理由をベース担当の上田剛士は「メーカーが俺らの可能性を低く見てるってことがわかったから」と述べている。上田はメーカーに対して「負けたくない」という気持ちが強くなり、「そんなこと言うんだったら出してやろうじゃねえか」という反発心があったとも述べている。本作のディレクターは自らディレクションを名乗り出たにも拘わらず、メンバーがディレクターの意向に従わなかった事から部下にすべて委任した上で降板することとなったため、本作はディレクター不在のまま制作が行われた。同じスタジオ内の地下で別のバンドのレコーディングが行われていたことからディレクターはスタジオ内に滞在していたが、THE MAD CAPSULE MARKET'Sのレコーディングスタジオには1回も訪れず、そのような状況のためメーカー側の人間は誰一人としてスタジオを訪れなかったと上田は述べている。
前作『P・O・P』をリリースしたものの反響は全くなく、取材などにおいても「ま、パンクだよね」という形で簡単に済まされることがあったため、KYONOは「あ、この奥にあるものを見てくれないんだな」と感じたことが本作の制作動機に繋がったと述べている。本作においてKYONOは前作が激しい内容であったことから全く異なる作風の楽曲をリリースして驚かせる目的があったと述べ、上田は「そうやって対世の中に対して楽しんでるっていうのはあった」と述べている。また上田は前作とは真逆に近い作風であると認めた上で、前作が自分達の一面を突出したものであったことから裏側を見せるという意図が強くあったと述べている。音楽誌『ロッキンf』の1994年2月号において音楽評論家の大野祥之は、「テクノ・ポップやニュー・ロマンティックといったニュー・ウェーヴ以降の音楽からの影響を、打ち込みやデジタル・サウンドを駆使した90年代の方法論で聴かせた」作品であると述べた上で、「ザ・マッド・カプセル・マーケッツというバンドの特異性を改めて認識させられた」と総括している。

## 楽曲
1. 「BACH SLEEPS.」
ヨハン・ゼバスティアン・バッハの楽曲「フーガ BWV578」（1703年）をロック調にアレンジしてカバーしている。
2. 「セルフコントロール」
歌詞は政治家を批判する内容となっている。シンガーソングライターである布袋寅泰がパーソナリティーを担当していたNHK-FMラジオ番組『ミュージックスクエア』（1990年 - 2009年）において本曲を紹介した。
3. 「G・M・J・P」
曲タイトルは「GOOD MORNING JAPANESE PEOPLE」の略。後にライブ・ビデオ『reading S.S.M』（1994年）においてライブ映像が収録された他、セルフカバー・アルバム『THE MAD CAPSULE MARKET'S』（1996年）にて再録音バージョンが収録された。
4. 「彼女のKNIFE」
ライブ・ビデオ『reading S.S.M』においてライブ映像が収録された。
5. 「モルモット」
本曲も布袋が『ミュージックスクエア』において紹介している。
6. 「JESUS IS DEAD.」
ミュージック・ビデオが制作されているが、公式には商品化されていない。アルバム『THE MAD CAPSULE MARKET'S』において「JESUS IS DEAD?～JESUS IS ALIVE?～」のタイトルでディスコアレンジを施した再録音バージョンが収録された。

## リリース、チャート成績、批評
| 専門評論家によるレビュー | 専門評論家によるレビュー |
| レビュー・スコア         | レビュー・スコア         |
| 出典                     | 評価                     |
| ------------------------ | ------------------------ |
| CDジャーナル             | 肯定的                   |

本作は1992年7月22日にビクター音楽産業のInvitationレーベルからCDにてリリースされた。本作の表ジャケットは焼け爛れた石像に当時のメンバーが来ていた衣装である破れたYシャツに黒ネクタイ、さらに腕には「THE MAD CAPSULE MARKET'S」と書かれた腕章を着せている写真、裏ジャケットではその石像の頭に黒い布袋を被せたものとなっており、内ジャケットには石像が焼き爛れる前の状態の写真が掲載されている。付属の歌詞カードにおいてはメンバー個々のアップ写真の他、前述の石像の顔部分がそれぞれホイール、人間の耳、コンドーム、人形の頭、モルモットの頭、割れた鏡に差し変わったものとなっている。
本作はオリコンアルバムチャートにおいて最高位第77位の登場週数2回で売り上げ枚数は0.8万枚となった。音楽情報サイト『CDジャーナル』では「ハードなギター・サウンドとたたみかけるようなアグレッシヴなヴォーカルで緊張感いっぱいのサウンドを聴かせる」と肯定的に評価、また1曲目の「BACH SLEEPS.」がバッハの小フーガを引用した楽曲であることに触れた上で「蛇足気味」と苦言を呈したが、5曲目の「モルモット」については「スラッシュっぽいサウンドの味と日本語のノリがシンクロする」として推奨した。

## 収録曲
- CD付属の歌詞カードに記載されたクレジットを参照[8]。また、1曲目はインストゥルメンタルとなっている。

| #         | タイトル               | 作詞・作曲 | 編曲                     | 時間  |
| --------- | ---------------------- | ---------- | ------------------------ | ----- |
| 1.        | 「BACH SLEEPS.」       |            | THE MAD CAPSULE MARKET'S | 1:59  |
| 2.        | 「セルフコントロール」 | KYONO      | THE MAD CAPSULE MARKET'S | 3:02  |
| 3.        | 「G・M・J・P」         | CRA￥      | THE MAD CAPSULE MARKET'S | 4:23  |
| 4.        | 「彼女のKNIFE」        | KYONO      | THE MAD CAPSULE MARKET'S | 3:21  |
| 5.        | 「モルモット」         | CRA￥      | THE MAD CAPSULE MARKET'S | 3:11  |
| 6.        | 「JESUS IS DEAD.」     | CRA￥      | THE MAD CAPSULE MARKET'S | 4:52  |
| 合計時間: | 合計時間:              | 合計時間:  | 合計時間:                | 20:48 |

## スタッフ・クレジット
- CD付属の歌詞カードに記載されたクレジットを参照[8]。

### THE MAD CAPSULE MARKET'S
- KYONO – ボーカル
- Ishigaki.（英語版） – ギター
- CRA￥ – ベース
- MOTOKATSU – ドラムス

### 録音スタッフ
- THE MAD CAPSULE MARKET'S – プロデュース
- 新銅"V"康晃 – ミキシング・エンジニア、レコーディング・エンジニア
- 内田孝弘 – レコーディング・エンジニア

### 制作スタッフ
- フェンダー – スペシャル・サンクス
- LUDWIG - 野中貿易 – スペシャル・サンクス
- フックアップ – スペシャル・サンクス
- モリダイラ楽器 – スペシャル・サンクス
- エレクトロ・ハーモニックス・ジャパン – スペシャル・サンクス
- アイリーン&エリカ – スペシャル・サンクス
- 中山努 – スペシャル・サンクス

### 美術スタッフ
- サカグチケンファクトリー – アートワーク
- 北岡一浩 – 写真提供

## チャート
| チャート         | 最高順位 | 登場週数 | 売上数  | 出典  |
| ---------------- | -------- | -------- | ------- | ----- |
| 日本（オリコン） | 77位     | 2回      | 0.8万枚 | [ 3 ] |

## リリース日一覧
| No. | リリース日    | レーベル                               | 規格   | カタログ番号 | 備考                   | 出典        |
| --- | ------------- | -------------------------------------- | ------ | ------------ | ---------------------- | ----------- |
| 1   | 1992年7月22日 | ビクターエンタテインメント／Invitation | CD     | VICL-2089    |                        | [ 7 ] [ 9 ] |
| 2   | 2013年7月2日  | ビクターエンタテインメント／Invitation | AAC-LC | -            | デジタル・ダウンロード | [ 10 ]      |